# Centre d'information et de prévention sur les psychothérapies abusives et déviantes
Le Centre d'information et de prévention sur les psychothérapies abusives et déviantes (CIPPAD) est une association loi de 1901 ayant pour objet d'alerter l’opinion publique sur le nombre croissant des dérives déontologiques et sectaires observées chez une minorité de psychothérapeutes. L'association entend accueillir et écouter les victimes d’escroquerie et de manipulation mentale dans le monde de la santé et entend proposer son aide. Le Cippad relaye les informations d'autres organismes luttant contre les sectes, les pseudo-sciences, etc., tels que la Ligue des Droits de l'Homme, l'ADFI (Association de défense des familles et de l'individu victime de secte) et la Miviludes.
Cette association s'est dissoute en 2019, à la suite de difficultés financières.[réf. nécessaire]

## Histoire
Le Cippad a été créé en 2002 à Segré, dans la région d'Angers.

## Actions
Le Centre agit à travers des conférences, des interventions auprès des médias, des recherches et la mise à disposition de documentation. Le CIPPAD relaye également des articles et propose des analyses et dossiers thématisés. Les principales rubriques sont « Informations et presse », « Pseudo-sciences », « charlatanisme », « démystification », « En Europe et ailleurs » (avec un regard aussi en direction de l’Afrique, où ces pratiques se développent rapidement).

### Rapport parlementaire
Le rapport du Sénat sur le projet de loi relatif à la politique de santé procédait en 2004 aux évaluations suivantes : « Environ 13000 psychiatres et 15000 psychothérapeutes exercent aujourd'hui la psychothérapie en France. Sur ces 15000 psychothérapeutes, une forte majorité ne disposerait pas des diplômes exigés par le dispositif adopté par l'Assemblée Nationale, c'est-à-dire qu'ils exercent librement leur art, parfois avec une extrême compétence, parfois au moyen de pratiques confinant au charlatanisme... » 
Lionel Gaugain, président du Cippad, a fait état du nombre de psychothérapeutes exerçant dans le département de Maine-et-Loire : « 20 en 1995, puis 50 en 2000 et 90 en 2005. » À cette augmentation, il a apporté l'explication suivante lors de son audition le 26 septembre 2006 : « Comment peut-on expliquer que le nombre de psychothérapeutes soit multiplié par deux tous les cinq ans ? Leur activité n'est pas très lucrative si l'on s'arrête aux consultations. Elle commence à devenir intéressante à partir du moment où ils participent à des stages, de développement personnel ou de formation professionnelle. J'ai le cas d'une psychothérapeute qui gagnerait 4200€ dans l'année en consultation, et 17500€ au titre d'un contrat de formation pour des personnels d'une maison de retraite. »

### Les «dérapeuthes»
« Certains praticiens, les « dérapeuthes », ont recours à des pratiques psychologisantes douteuses non reconnues. A titre d’exemples nous mentionnerons le Décodage biologique, les Faux-souvenirs induits, la Psychobiologie, la Psycho-généalogie, le Rebirth, les techniques d’auto-guérison, et bien d’autres encore. L’approche développée par ces dérapeuthes consiste à d’abord séduire, flatter, à se poser comme confident. La victime va peu-à-peu se détacher de son milieu familial, voire de son travail. Isolée, le lien de dépendance se noue. Il s’agit souvent de personnes fragilisées d’un point de vue familial, professionnel ou de santé. Ainsi, des patients souffrant de maladies chroniques pourront être détournés du traitement conventionnel au profit de pseudo-médecines non éprouvées. Des déviances voisines sont aussi fréquemment rencontrées dans le domaine du coaching ou de la formation, tant dans le secteur de l’entreprise que dans la fonction publique. ».
Autre exemple de dérive qu'il dénonce, le mouvement Écoute ton corps a attiré l'attention de la Ligue des droits de l'Homme et du Cippad par ses théories qui expliquent que toute maladie a une origine psychologique, et par sa référence à la nouvelle « médecine » germanique du Dr. Ryke Geerd Hamer, plusieurs fois condamné pour avoir incité des patients atteints du cancer à abandonner leur traitement.

### Lerebirth
Le « syndrome des faux souvenirs » touche des femmes de 30 à 45 ans. « D'une séance d'hypnose, elles ressortent convaincues d'avoir été abusées sexuellement dans leur petite enfance. S'ensuivent des drames familiaux, avec des cas de suicide chez des pères mis en cause ».
Selon Lionel Gaugain, président du Cippad, « Le rebirth est un fléau. Dans le cadre de mes fonctions, je vois de plus en plus de cas. Pour celles et ceux qui le pratiquent, la rupture familiale est lucrative... ».
Par exemple, l'intervention du Cippad a permis d'annuler une conférence en avril 2013 sur « Les symptômes de l'enfant victime d'agressions sexuelles » en dénonçant des pratiques « proches de la mouvance ésotérique, notamment celle du rebirth, qui peut donner lieu à de faux souvenirs induits chez les patients, pouvant entraîner des fausses déclarations d'abus sexuels. À la tête de l'association Arsinoé, on trouve des personnes qui prônent ce style de techniques, interdites aux USA par exemple. L'association a d'ailleurs été pointée du doigt par un rapport parlementaire, tout comme la mission interministérielle de vigilance et de lutte contre les dérives sectaires »,.

### La scientologie
Concernant l'appareil utilisé par les croyants en la dianétique et censé mesurer le poids de leurs mauvaises pensées, Lionel Gaugain précise dans le numéro de Science et Avenir consacré aux sectes en 2005 que « L'électromètre est en fait un pont de Wheatstone, un appareil mis au point en 1844 par sir Wheatstone. Il mesure la résistance à un faible courant électrique circulant à travers le corps. Techniquement, c'est une sorte d'ohmmètre. ». Ce que confirme l'expertise judiciaire de 1994 réalisée dans le cadre du procès de la scientologie à Lyon : « L'appareil n'est rien d'autre qu'un leurre destiné à donner un aspect scientifique à une opération qui n'a rien de tel. »